# 讷利亚克
讷利亚克（法語：Neulliac，法語發音：[nøljak]）是法国莫尔比昂省的一个市镇，属于蓬蒂维区。

## 地理
讷利亚克（48°7'40"N, 2°58'56"W）面积30.99 平方千米，位于法国布列塔尼大區莫尔比昂省，该省份为法国西北部沿海省份，位于布列塔尼半岛南部，北起阿摩尔滨海省、西接菲尼斯泰尔省，南濒大西洋，东南接大西洋卢瓦尔省，东临伊勒-维莱讷省。
与讷利亚克接壤的市镇（或旧市镇、城区）包括：凯尔格里斯特、努瓦亚勒蓬蒂维、蓬蒂维、克莱盖雷克、圣艾尼昂、圣热朗-克鲁瓦桑韦克、盖莱当。

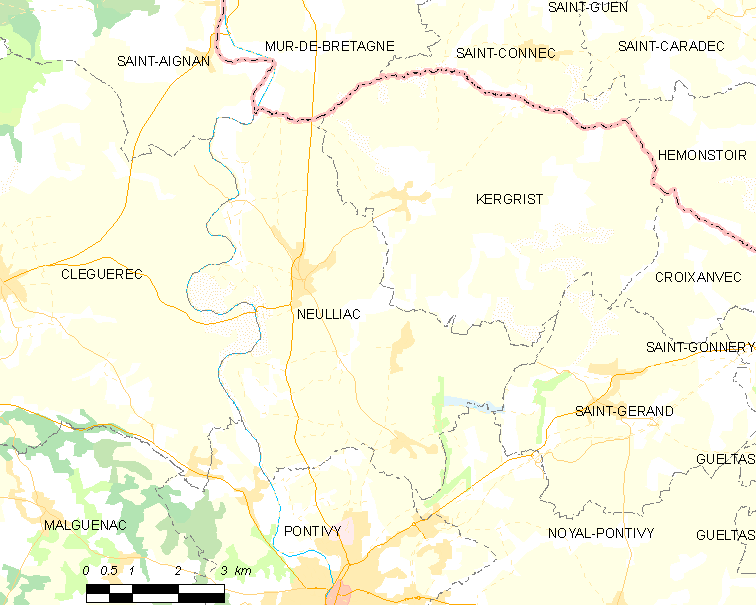
讷利亚克的OSM定位图

讷利亚克的时区为UTC+01:00、UTC+02:00（夏令时）。

## 行政
讷利亚克的邮政编码为56300，INSEE市镇编码为56146。

## 政治
讷利亚克所属的省级选区为古兰县 (法国)。

## 人口

1962-2008年间讷利亚克人口变化图示

讷利亚克于2022年1月1日时的人口数量为1476人。